# Andy Milne
Andy Milne (né en 1967 à Toronto au Canada) est un pianiste de jazz résidant à New York, il étudie avec Oscar Peterson, il a joué dans les groupes de Steve Coleman, Ravi Coltrane, Gregoire Maret, et Ralph Alessi.

## Discographie
- Forward To Get Back d'Note 1997
- New Age Of Aquarius Contrology Records 1999
- Y'All Just Don't Know Concord Records 2003
- Scenarios  ObliqSound 2007
- Dreams & False Alarms SongLines 2007
- Layers Of Chance Contrology Records 2008